# Util-linux
util-linux è un pacchetto che fornisce programmi ad interfaccia a riga di comando per sistemi operativi utilizzanti il kernel Linux.
Tra i comandi inclusi figurano agetty, cfdisk, ctrlaltdel, dmesg, fdisk, fsck, mkfs e more.